# 화석유가공주
화석유가공주(和碩柔嘉公主, 1652년 ~ 1673년)는 청나라의 여자 황족이다.
요여민군왕 아바타이(饒餘敏郡王 阿巴泰, 청 태조 누르하치의 7남)의 4남인 안화친왕 악락(安和親王 岳樂)의 딸이다.